# ليونيد هامبرو
ليونيد هامبرو (بالإنجليزية: Leonid Hambro)‏ هو عازف بيانو وملحن أمريكي، ولد في 26 يونيو 1920 في شيكاغو في الولايات المتحدة، وتوفي في 23 أكتوبر 2006 في نيويورك في الولايات المتحدة.

## وصلات خارجية
- ليونيد هامبرو على موقع IMDb (الإنجليزية)
- ليونيد هامبرو على موقع ميوزك برينز (الإنجليزية)
- ليونيد هامبرو على موقع قاعدة بيانات برودواي على الإنترنت (الإنجليزية)
- ليونيد هامبرو على موقع ديسكوغز (الإنجليزية)